# Archaeochitosa
Archaeochitosa es un género de foraminífero bentónico de la subfamilia Allogromiinae, de la familia Allogromiidae, del Suborden Allogromiina y del orden Allogromiida. Su especie tipo es Archaeochitosa lobosa. Su rango cronoestratigráfico abarca desde el Ordovícico hasta la Jurásico.

## Clasificación
Archaeochitosa incluye a la siguiente especie:
- Archaeochitosa lobosa